# Pristomerus scutellaris
Pristomerus scutellaris är en stekelart som beskrevs av Tohru Uchida 1932. Pristomerus scutellaris ingår i släktet Pristomerus och familjen brokparasitsteklar. Inga underarter finns listade i Catalogue of Life.